# 소노다 이사무
소노다 이사무(일본어: 園田 勇, 1943년 9월 20일~)는 일본의 유도 선수, 지도자로 1976년 하계 올림픽 미들급에서 금메달을 획득했다.

## 같이 보기
- 올림픽 유도 메달리스트 목록